# 日東製網
日東製網株式会社（にっとうせいもう）は、東京都港区に本社を置く漁網などの網製品を製造、販売する企業である。実質的な本社機能は創業地である広島県福山市に所在する。

## 事業内容
- 漁業関連事業
  - 定置網
  - 旋網
  - 曳網
  - 養殖網
  - 海苔網
- 陸上関連事業
  - 防虫網
  - 防球ネット
  - 獣害防止ネット
  - 土木建築用ネット
- 水産物流ほか関連事業

## 沿革
- 1910年（明治43年）8月 - 西備綟織株式会社設立。
- 1925年（大正14年）10月 - 無結節組網機を発明。世界16か国で57件の特許を取得。
- 1936年（昭和11年）11月 - 漁網の全規格での無結節網の製造に成功。
- 1937年（昭和12年）5月 - 日本製網株式会社に社名変更。
- 1939年（昭和14年）5月 - 大阪株式取引所上場。
- 1944年（昭和19年）7月 - 福山製機株式会社を吸収合併し、日本造機製網株式会社に社名変更。小林政夫が社長に就任。
- 1946年（昭和21年）2月 - 日本製網造機株式会社に社名変更。
- 1948年（昭和23年）11月 - ふしなし漁網株式会社を吸収合併し、日本製網株式会社に社名変更。
- 1949年（昭和24年）4月 - 東京証券取引所、大阪証券取引所上場。
- 1963年（昭和38年）4月 - 東洋組網工業株式会社を吸収合併し、現社名に変更。
- 1963年（昭和38年）6月 - 名古屋証券取引所2部に上場。
- 1973年（昭和48年）8月 - 東京証券取引所、大阪証券取引所、名古屋証券取引所各1部指定替え。
- 2005年（平成17年）4月 - マルハ（現マルハニチロ）グループの泰東製綱株式会社より営業譲渡を受けて海洋資材事業部を継承。産業資材事業部は株式会社泰東（旧社名日東企画開発株式会社）で継承。

## 所在地
- 東京本社（登記上の本店） - 東京都港区
- 福山本社・福山工場 - 広島県福山市
- 高岡事業所 - 富山県高岡市
- 函館工場 - 北海道北斗市